# Kasimir III. (Cosel)
Kasimir III. von Cosel (auch Kasimir von Beuthen und Cosel; polnisch Kazimierz Kozielski; tschechisch Kazimír Bytomsko-Koselský; * um 1312; † 1347) war Herzog des Beuthener Teilherzogtums Cosel. Er entstammte dem Beuthener Zweig der Schlesischen Piasten.

## Leben
Seine Eltern waren Herzog Wladislaus von Beuthen und Cosel und Beatrix, Tochter des Markgrafen Otto V. von Brandenburg, Witwe des Schweidnitzer Herzogs Bolko I. Als nach dem Tod des Ratiborer Herzogs Lestko das an ihn verpfändete Cosel an Kasimirs Vater zurückfiel, übertrug es dieser seinem ältesten Sohn Kasimir. Über die Ausübung seiner Herrschaftsrechte als Herzog von Cosel haben sich nur wenige Nachrichten erhalten. Bekannt ist, dass er die Zahlung des Peterspfennigs verweigerte und deshalb exkommuniziert wurde. 
Kasimir starb unverheiratet und ohne Nachkommen zwischen 1342 und 1347. Sein Herzogtum Cosel fiel an seinen Stiefbruder Boleslaw/Bolko, der es mit seinem Herzogtum Beuthen verband.